# AC/DC Live: Rock Band
AC/DC Live: Rock Band è un videogioco musicale dedicato agli AC/DC e rappresenta un'espansione per vari titoli della serie Rock Band sviluppata da Harmonix Music Systems per MTV Games.
Questo titolo è reperibile sia sotto forma di download digitale dal servizio online dei titoli di suddetta serie, sia come gioco in scatola venduto nei negozi.

## Modalità di gioco
Il gioco presenta il medesimo gameplay della serie di appartenenza consistente nel premere a tempo i pulsanti dei controller corrispondenti a quelli del medesimo colore che scorrono sullo schermo.
Le modalità di gioco sono le medesime di Rock Band 2, comprendente anche il multiplayer ma solo in locale; la modalità online non è presente, così come non è possibile scaricare canzoni aggiuntive. Il titolo per i possessori di Xbox 360 possiede obiettivi propri.
L'espansione supporta tutti gli strumenti dei capitoli della serie principale e anche quelli di Guitar Hero World Tour a eccezione del controller batteria nella versione PlayStation 3.

## Tracce
Il gioco ripropone per intero la scaletta dell'album Live at Donington; qua di seguito la scaletta:
- Thunderstruck
- Shoot to Thrill
- Back in Black
- Hell Ain't a Bad Place to Be
- Heatseeker
- Fire Your Guns
- Jailbreak
- The Jack
- Dirty Deeds Done Dirt Cheap
- Moneytalks
- Hells Bells
- High Voltage
- Whole Lotta Rosie
- You Shook Me All Night Long
- T.N.T.
- Let There Be Rock
- Highway to Hell
- For Those About to Rock (We Salute You)

Sul retro del manuale è stampato un codice che permette di esportare le canzoni di questa espansione all'interno dei capitoli principali della serie Rock Band.

## Accoglienza
La rivista Play Generation diede alle versioni per PlayStation 2 e PlayStation 3 un punteggio di 80/100, apprezzando la possibilità di suonare dei live degli AC/DC tra cui Thunderstruck e come contro la presenza di pochi extra, poche canzoni ed il fatto che i membri della band non compaiano mai nel corso del gioco, finendo per consigliarlo maggiormente agli amanti dei videogiochi musicali e ai fan del gruppo che dà il titolo al gioco. mentre per gli altri erano presenti sul mercato opzioni migliori.